# تدارکات دولتی
تدارکات دولتی (به انگلیسی: Government procurement) یا خریدهای دولتی، به تدارکاتی که دستگاه‌های دولتی برای تأمین نیازهای کالا و خدمات خود و با انگیزه‌های غیرتجاری انجام می‌دهند، اطلاق می‌گردد، که در ادبیات سازمان تجارت جهانی، تدارکات دولتی خوانده شده است. این تدارکات در کشورهای توسعه‌یافته در حدود ۱۰٪ تا ۱۵٪ درصد از تولید ناخالص داخلی و در کشورهای در حال توسعه بیش از ۲۰٪ درصد از تولید ناخالص داخلی برآورد شده و درصدی از تجارت بین‌المللی را به خود اختصاص داده است.
در کشورهای دیکتاتوری که دولت کنترل بخش‌های مختلفی را در اختیار دارد، سازمان‌های دولتی، خریدار بخش عظیمی از کالاها و خدمات هستند.
سازمان‌های دولتی از فروشندگان می‌خواهند تا در مناقصه‌ها شرکت نمایند. معمولاً قرارداد از آن فروشنده‌ای است که پایین‌ترین قیمت را پیشنهاد کرده باشد. البته در مواردی ممکن است یک سازمان دولتی اضافه بهایی را به برخی از فروشندگان به خاطر کیفیت برتر کالاها، تحویل به‌موقع و مواردی از این قبیل بپردازد. گاهی اوقات سازمان‌های دولتی از طریق مذاکره، اقدام به خرید می‌نمایند. خرید از طریق مذاکره معمولاً در مورد خریدها و پروژه‌های پیچیده صورت می‌گیرد. رقابت در خریدهایی که از طریق مذاکره انجام می‌شوند، معمولاً محدود، زمان مذاکرۀ آن طولانی و هزینه انجام آن بالاست.